# Yvonne Fillgert
Yvonne Fillgert (geboren am 25. Dezember 1975 in Hamburg als Yvonne Karrasch) ist eine deutsche Handballtrainerin und ehemalige Handballspielerin.

## Vereinskarriere
Die auf der Außenposition eingesetzte Spielerin begann mit dem Handball beim Niendorfer TSV; eine weitere Station war der TSV Ellerbek. Sie war von 1995 bis 1998 beim Buxtehuder SV, für den sie in 65 Spielen 174 Tore warf, aktiv. Im Jahr 1998 wechselte sie zu Bayer 04 Leverkusen. Nach der Spielzeit 2008/2009 wechselte sie zu TuS Lintfort, bei dem sie bis 2015 aktiv war.
Mit dem Team aus Leverkusen gewann sie den DHB-Pokal 2001/2002 und war mehrfach deutsche Vize-Meisterin. Sie war in zahlreichen europäischen Vereinswettbewerben aktiv und gewann dabei den EHF Challenge Cup 2004/2005.

## Nationalmannschaft
Yvonne Fillgert bestritt in ihrer Länderspielkarriere 35 Spiele in der deutschen Nationalmannschaft.
Mit dieser stand sie bei der Weltmeisterschaft 1997 in fünf Spielen auf dem Feld, wobei sie 14 Tore zum Erfolg der Mannschaft, dem dritten Platz, beitrug.

## Trainerin
Von 2019 bis 2022 war sie Trainerin beim TV Aldekerk. Seit 2023 trainiert sie die Handballdamen des SV Neukirchen.

## Erfolge
- 3. Platz bei der Weltmeisterschaft 1997
- DHB-Pokal 2002
- EHF Challenge Cup 2005

## Privates
Sie ist gelernte Kinderpflegerin. Seit Juni 2004 ist sie verheiratet. Fillgert ist Mutter von zwei Kindern.